# Adolf Fredrik Lindroth
Adolf Fredrik Lindroth, född 27 november 1824 i Stockholm, död 29 juni 1895 i Jakob och Johannes församling, Stockholm var en svensk violinist och tonsättare.

## Biografi
Lindroth var violinist i Hovkapellet 1844–1869 och violinlärare vid Stockholms musikkonservatorium 1868–1871. Han var medlem av Mazerska kvartettsällskapet. Lindroth invaldes den 30 december 1850 som associé nr 48 av Kungliga Musikaliska Akademien och blev fullvärdig ledamot nr 390 den 13 maj 1864.